# طواف إسبانيا 1962
طواف إسبانيا 1962 هو سباق دراجات هوائية أقيم في إسبانيا بتاريخ 27 أبريل – 13 مايو، تكون السباق من 17 مرحلة وامتدّ لمسافة 2813 كم بسرعة 35.79 كم/س، استغرق السباق 78 ساعة 35 دقيقة 27 ثانية. فاز به رودي آلتيج.

## الترتيب
| م                     | الدرّاج     | البلد           | الزمن                     |
| --------------------- | ---------- | --------------- | ------------------------- |
| الفائز بالترتيب العام | رودي آلتيج | ألمانيا الغربية | 78 ساعة 35 دقيقة 27 ثانية |
| حسب النقاط            | رودي آلتيج | ألمانيا الغربية | -                         |